# Dexter (New York)
Dexter falu az USA New York államában, Jefferson megyében. Lakosainak száma 1004 fő (2020. április 1.).

## Története
A falut korábban Fish Islandnek hívták, és Jacob és John Brown birtokához tartozott. A települést Simon Newton Dexter után Dexterre nevezték át.
Dexter 1855-ben bejegyzett falu lett, körülbelül 528 lakossal.
A Dexter Universalist Church 2003-ban felkerült a Történelmi Helyek Nemzeti Jegyzékébe.

## Népesség
A település népességének változása:

| 2010 | 1 052 |
| 2020 | 1 004 |